# Setacera aurata
Setacera aurata är en tvåvingeart som först beskrevs av Christian Stenhammar 1844.  Setacera aurata ingår i släktet Setacera och familjen vattenflugor. Arten är reproducerande i Sverige. Inga underarter finns listade i Catalogue of Life.